# Diospyros bumelioides
Diospyros bumelioides är en tvåhjärtbladig växtart som beskrevs av Paul Carpenter Standley. Diospyros bumelioides ingår i släktet Diospyros och familjen Ebenaceae. Inga underarter finns listade i Catalogue of Life.